# Eclectic
La ville d’Eclectic est située dans le comté d’Elmore, dans l’État de l’Alabama, aux États-Unis. Sa population s’élevait à 1 001 habitants lors du recensement de 2010, estimée à 1 020 habitants en 2017.

## Histoire
La localité a été fondée par Dr M. L. Fielder, qui pratiquait la médecine éclectique (en), d’où son nom. Eclectic a été incorporée en 1907. Un bureau de poste a ouvert en 1879.

## Démographie
| 1910 | 1920 | 1930 | 1940 | 1950 | 1960 | 1970  | 1980  |
| ---- | ---- | ---- | ---- | ---- | ---- | ----- | ----- |
| 315  | 555  | 678  | 606  | 715  | 926  | 1 184 | 1 124 |

| 1990  | 2000  | 2010  | - | - | - | - | - |
| ----- | ----- | ----- | - | - | - | - | - |
| 1 087 | 1 037 | 1 001 | - | - | - | - | - |

## Source
- (en) Cet article est partiellement ou en totalité issu de l’article de Wikipédia en anglais intitulé « Eclectic, Alabama » (voir la liste des auteurs).

1. ↑  « Statistiques des États-Unis - Profils des communautés de 2010 - Eclectic » (consulté en septembre 2020)